# Pedaeosaurus
Pedaeosaurus es un género extinto de sinápsidos. Sus fósiles han sido encontrados en la Formación Fremouw en el sur de las Montañas Transantárticas. Padaeosaurus ha sido clasificado tradicionalmente como un escaloposáurido hasta que recientemente se ha encuadrado dentro de la familia Ericiolacertidae, cercano a Ericiolacerta (encontrado también en la Formación Fremouw).